# Boro Boro
"Boro Boro" là đĩa đơn đầu tay của ca sĩ người Thụy Điển gốc Iran Arash, được Warner Music phát hành năm 2004. Bài hát đạt vị trí số 1 trên bảng xếp hạng đĩa đơn Thụy Điển. Bài hát bắt đầu với giai điệu ngắn tương tự như đoạn trong bài hát "Eyes on You" của Jay Sean được phát hành hai tuần trước đó.

## Danh sách track
| CD single | CD single                | CD single  |
| STT       | Nhan đề                  | Thời lượng |
| --------- | ------------------------ | ---------- |
| 1.        | "Boro Boro" (Radio Edit) | 3:13       |
| 2.        | "Boro Boro" (Extended)   | 5:14       |

| CD maxi-single | CD maxi-single               | CD maxi-single |
| STT            | Nhan đề                      | Thời lượng     |
| -------------- | ---------------------------- | -------------- |
| 1.             | "Boro Boro" (Radio Edit)     | 3:13           |
| 2.             | "Boro Boro" (Extended)       | 5:14           |
| 3.             | "Boro Boro" (Go Go Remix)    | 3:57           |
| 4.             | "Boro Boro" (Funky Sunday)   | 4:17           |
| 5.             | "Boro Boro" (Bollywood Café) | 3:17           |
| 6.             | "Boro Boro" (Smooth Summer)  | 3:08           |

## Bảng xếp hạng
| Bảng xếp hạng (2004–05)            | Vị trí cao nhất |
| ---------------------------------- | --------------- |
| Áo (Ö3 Austria Top 40)             | 22              |
| CIS (Tophit)                       | 2               |
| Cộng hòa Séc (IFPI)                | 1               |
| Phần Lan (Suomen virallinen lista) | 12              |
| Đức (GfK)                          | 11              |
| Hungary (Single Top 40)            | 3               |
| Hà Lan (Dutch Top 40 Tipparade)    | 15              |
| Thụy Điển (Sverigetopplistan)      | 1               |
| Thụy Sĩ (Schweizer Hitparade)      | 8               |

| Bảng xếp hạng (2004)          | Vị trí |
| ----------------------------- | ------ |
| CIS (Tophit)                  | 101    |
| Thụy Điển (Sverigetopplistan) | 14     |
| Bảng xếp hạng (2005)          | Vị trí |
| CIS (Tophit)                  | 89     |
| Đức (Official German Charts)  | 85     |
| Thụy Sĩ (Schweizer Hitparade) | 28     |

## Chứng nhận
| Quốc gia                                  | Chứng nhận | Số đơn vị/doanh số chứng nhận |
| ----------------------------------------- | ---------- | ----------------------------- |
| Thụy Điển (GLF)                           | Vàng       | 10.000^                       |
| ^ Chứng nhận dựa theo doanh số nhập hàng. |            |                               |